# Yan Marillat
Yan Marillat, né le 12 août 1994 à La Tronche en France, est un footballeur français jouant au poste de gardien de but à l'US Créteil-Lusitanos.

## Biographie
Yan Marillat commence sa formation de gardien de but au Grenoble Foot 38. En 2015, il s'engage avec la réserve du Nîmes Olympique puis y signe son premier contrat professionnel l'année suivante. Troisième dans la hiérarchie des gardiens au début de la saison 2016-2017, il profite du départ de Mathieu Michel puis de la blessure de Gauthier Gallon pour s'imposer en tant que titulaire. Ses performances lui valent d'être prolongé jusqu'en juin 2019.
En septembre 2017, il se blesse lors d'une rencontre de Ligue 2 et est indisponible durant plusieurs mois en raison d'une rupture des ligaments croisés. Cette blessure lui fait perdre sa place de titulaire au profit de Baptiste Valette dans une saison où le Nîmes Olympique finit vice-champion de L2 et retrouve la première division.  
Sa mise à l'écart est d'autant prolongée quand en 2018, il est pénalement condamné en appel à deux ans de prison (dont un avec sursis) pour une agression survenue ayant provoqué l'invalidité permanente d'un homme en 2014. 
Mécontent de ce déclassement dans la hiérarchie, il décide de rejoindre l'AS Béziers en 2018. Il s'y impose en tant que gardien titulaire mais connaît une rechute de sa blessure en avril 2019. Par la suite, il rejoue quelques matchs avec l'ASB mais perd progressivement son statut de numéro un. En 2021, il signe ainsi au Puy Foot 43. 
Au mercato estival 2023, il rejoint le Stade brestois 29 en tant que doublure de Marco Bizot.
Après une saison blanche à Brest (aucune minute jouée et deux matchs sur le banc), il rejoint le FC Martigues en tant que transfert "joker" pour suppléer Jérémy Aymes (en) en septembre 2024. Pour son premier match de la saison, face à l'US Dunkerque, il est exclu après avoir fauché Kay Tejan loin de ses buts,.

## Statistiques
| Saison                | Club                    | Championnat           | Championnat | Championnat | Coupe(s) nationale(s) | Coupe(s) nationale(s) | Total | Total |
| Saison                | Club                    | Division              | M.          | B.          | M.                    | B.                    | M.    | B.    |
| 2016-2017             | Nîmes Olympique         | Ligue 2               | 22          | 0           | 1                     | 0                     | 23    | 0     |
| 2017-2018             | Nîmes Olympique         | Ligue 2               | 7           | 0           | 0                     | 0                     | 7     | 0     |
| Sous-total            | Sous-total              | Sous-total            | 29          | 0           | 1                     | 0                     | 30    | 0     |
| 2018-2019             | Avenir sportif Béziers  | Ligue 2               | 18          | 0           | 0                     | 0                     | 18    | 0     |
| 2019-2020             | Avenir sportif Béziers  | National              | 9           | 0           | 0                     | 0                     | 9     | 0     |
| 2020-2021             | Avenir sportif Béziers  | National 2            | 9           | 0           | 0                     | 0                     | 9     | 0     |
| Sous-total            | Sous-total              | Sous-total            | 36          | 0           | 0                     | 0                     | 36    | 0     |
| 2021-2022             | Le Puy Foot 43 Auvergne | National 2            | 19          | 0           | 3                     | 0                     | 22    | 0     |
| 2022-2023             | Le Puy Foot 43 Auvergne | National              | 23          | 0           | 2                     | 0                     | 25    | 0     |
| Sous-total            | Sous-total              | Sous-total            | 42          | 0           | 5                     | 0                     | 47    | 0     |
| Total sur la carrière | Total sur la carrière   | Total sur la carrière | 107         | 0           | 6                     | 0                     | 113   | 0     |